# Josef Spiegel
Josef Spiegel (geboren 17. Juli 1901 in Schwerte; gestorben 29. Dezember 1984 ebenda) war ein deutscher Heimatforscher und Museumsleiter.

## Leben und Werk
Josef Spiegel wurde 1901 als Sohn einer kinderreichen Schuhmacherfamilie in Schwerte geboren. Als junger Arbeitsloser machte er seine ersten steinzeitlichen Funde. Beim Sammeln von Kartoffeln entdeckte er einen Flintstein und verschrieb sich von da an der Suche nach der Vergangenheit seiner Heimatstadt Schwerte. Seine wesentlichen Entdeckungen sind die steinzeitliche Siedlung im Gänsewinkel in Schwerte und die Erkenntnis, dass die Gletscher der letzten Eiszeit (Drenthe-Kaltzeit) das Ardeygebirge und die Ruhr überschritten haben.

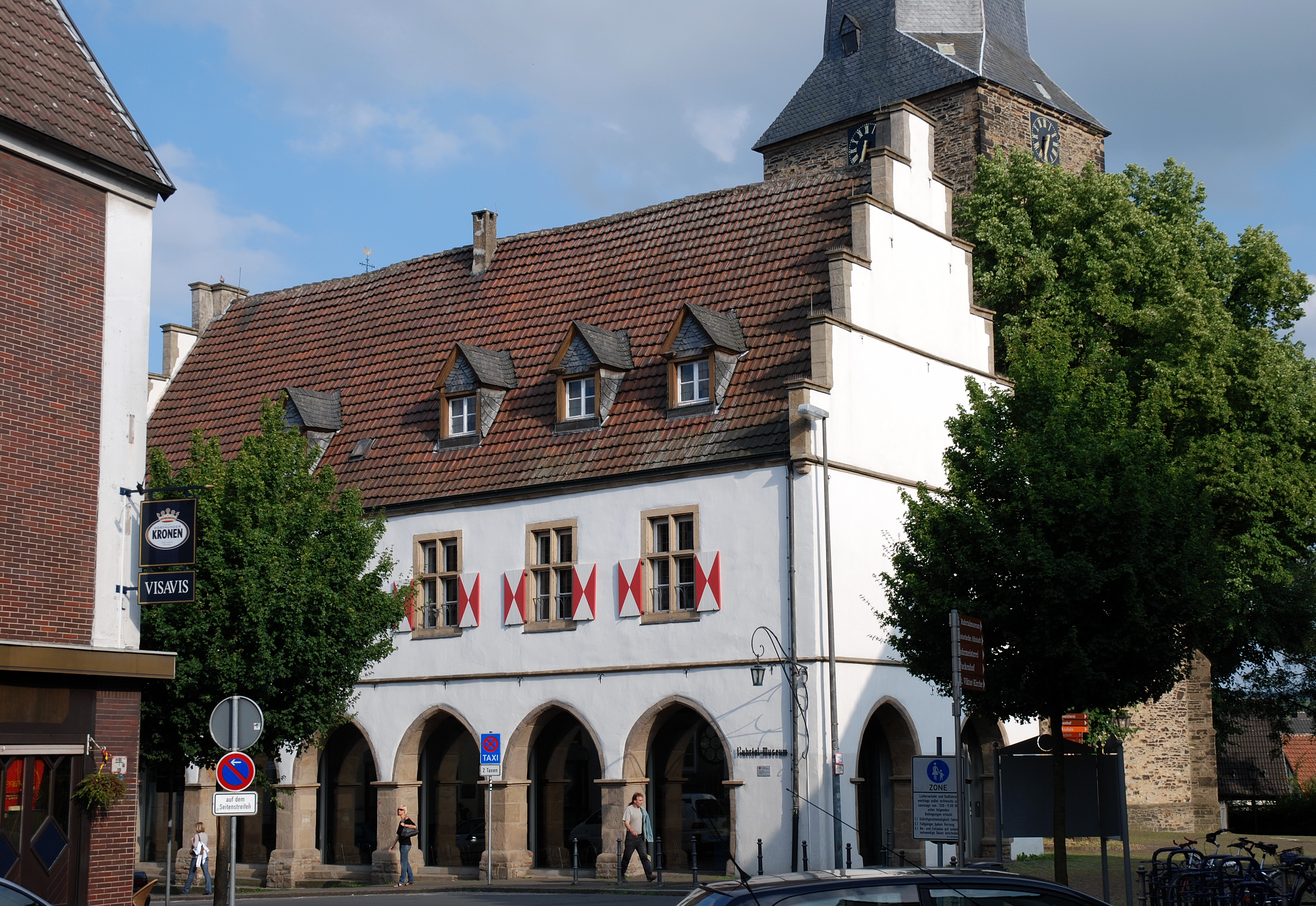
Ruhrtalmuseum Schwerte

1927 stellte Josef Spiegel seine Funde in einer Ausstellung vor. Im Jahr 1933 eröffnete er im Alten Rathaus Schwerte, einem spätmittelalterlichen Rathausbau mit Markthalle (1547), mit Hilfe des Heimatvereins das Ruhrtalmuseum, das er als Direktor bis 1977 leitete. Zu den steinzeitlichen Funden aus dem Ruhrtal kamen bald noch seine interessanten Münzfunde. So wurde die Numismatik zum zweiten Standbein seiner Arbeit. Nach dem Zweiten Weltkrieg legte Spiegel seine Sammlung über die Möhnekatastrophe an. Zudem brachte seine über Jahrzehnte durchgeführte Geländearbeit viele Bodendenkmäler im Bereich zwischen Lippe und Ruhr hervor.
Der von der wissenschaftlichen Fachwelt geschätzte Autodidakt Josef Spiegel war Mitglied der Altertumskommission für Westfalen, Träger des Verdienstkreuzes am Bande des Verdienstordens der Bundesrepublik Deutschland, des Ehrenringes des Landkreises Iserlohn und des Ehrenringes der Stadt Schwerte.